# اندیس مس دربیابان زاهدان
مس دربیابان زاهدان یک اندیس فلزی است که در حوالی شهر زاهدان استان سیستان و بلوچستان قرار دارد و مادهٔ معدنی موجود در آن، مس است.  